# Les Quatre Malheurs de Jésus
 (avril 2024).
La mise en forme du texte ne suit pas les recommandations de Wikipédia : il faut le « wikifier ».
Les points d'amélioration suivants sont les cas les plus fréquents. Le détail des points à revoir est peut-être précisé sur la page de discussion.
- Les titres sont pré-formatés par le logiciel. Ils ne sont ni en capitales, ni en gras.
- Le texte ne doit pas être écrit en capitales (les noms de famille non plus), ni en gras, ni en italique, ni en « petit »…
- Le gras n'est utilisé que pour surligner le titre de l'article dans l'introduction, une seule fois.
- L'italique est rarement utilisé : mots en langue étrangère, titres d'œuvres, noms de bateaux, etc.
- Les citations ne sont pas en italique mais en corps de texte normal. Elles sont entourées par des guillemets français : « et ».
- Les listes à puces sont à éviter, des paragraphes rédigés étant largement préférés. Les tableaux sont à réserver à la présentation de données structurées (résultats, etc.).
- Les appels de note de bas de page (petits chiffres en exposant, introduits par l'outil «  Source ») sont à placer entre la fin de phrase et le point final[comme ça].
- Les liens internes (vers d'autres articles de Wikipédia) sont à choisir avec parcimonie. Créez des liens vers des articles approfondissant le sujet. Les termes génériques sans rapport avec le sujet sont à éviter, ainsi que les répétitions de liens vers un même terme.
- Les liens externes sont à placer uniquement dans une section « Liens externes », à la fin de l'article. Ces liens sont à choisir avec parcimonie suivant les règles définies. Si un lien sert de source à l'article, son insertion dans le texte est à faire par les notes de bas de page.
- La présentation des références doit suivre les conventions bibliographiques. Il est recommandé d'utiliser les modèles {{Ouvrage}}, {{Chapitre}}, {{Article}}, {{Lien web}} et/ou {{Bibliographie}}. Le mode d'édition visuel peut mettre en forme automatiquement les références.
- Insérer une infobox (cadre d'informations à droite) n'est pas obligatoire pour parachever la mise en page.

Pour une aide détaillée, merci de consulter Aide:Wikification.
Si vous pensez que ces points ont été résolus, vous pouvez retirer ce bandeau et améliorer la mise en forme d'un autre article.

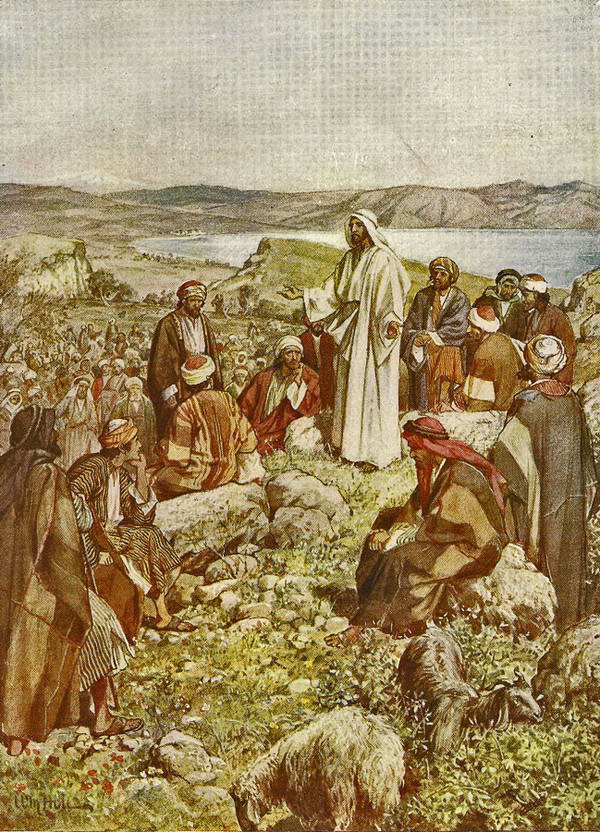
William Hole, Le Sermon sur la montagne

Dans l'Évangile selon Luc seul, Jésus suit les béatitudes avec un set de malheurs. Ainsi Il commence en évoquant que la pauvreté pour Dieu est la cause de tout bien, et que la faim et les pleurs ne seront pas sans récompense. Ensuite Il dénonce leurs opposés comme la source de condamnation et de punition. Ces malheurs sont universels et diffèrent des malheurs des Pharisiens.

## Saintes Écritures
« Mais quel malheur pour vous, les riches, car vous avez votre consolation !
Quel malheur pour vous qui êtes repus maintenant, car vous aurez faim ! Quel malheur pour vous qui riez maintenant, car vous serez dans le deuil et vous pleurerez !
Quel malheur pour vous lorsque tous les hommes disent du bien de vous ! C’est ainsi, en effet, que leurs pères traitaient les faux prophètes. » Luc 6:24-26

## Commentaire
Le sens du mot malheur (Greek: Ου̉̀αὶ, Latin: væ) est commenté par un nombre de pères d'église. Jean Chrysostome déclare qu'il s'agit, "toujours évoqué dans les Saintes Écritures à ceux qui ne peuvent pas fuir la punition future." Grégoire Ier de la même manière note qu'il "désigne souvent dans les Saintes Écritures la colère divine et la punition éternelle."
Le malheur du riche, répète les mots du Magnificat en Luc 1:53, "Il comble de biens les affamés, renvoie les riches les mains vides." Dans la parabole du Riche et de Lazare Jésus déclare que le riche, ayant reçu sa consolation dans ce monde, n'en aura aucune dans le suivant. Paul parle également de la maladie de la richesse dans 1 Timothée 6:9, "ceux qui veulent s’enrichir tombent dans le piège de la tentation."
Basile de Césarée écrit, "Ils vont à leur perte. Leur dieu, c’est leur ventre, et ils mettent leur gloire dans ce qui fait leur honte ; ils ne pensent qu’aux choses de la terre" (Phil. 3:19). Grégoire Ier écrit que du seul vice de la gourmandise en naissent d'autres innombrables qui luttent contre l'âme. "Soumettez ce vice, et vous en apprivoiserez bien d’autres, puisque les désirs innombrables de la lubricité, qui suivent la gourmandise. Même s'ils soutiennent la promesse du plaisir, ils mènent à une misère éternelle."
En raison du malheur du rire, il était interdit par Basile de Césarée dans ses règles longues, depuis "c'est une vie de pénitence et de chagrin, mais la future sera de joie et de contentement." Saint Augustin remarque que "le Christ ne dit jamais qu'il a ri, même s'il a souvent pleuré." Cornélius a Lapide cite le Siracide, écrivant, "rire avec modération, cependant, n'est pas interdit aux disciples du Christ. 'Le sot éclate de rire bruyamment, le rire de l'homme de sens est rare et discret.' (Ecclésiastique 21:20).
Le malheur final est contre l'ancienne bénédiction promise aux véritables prophètes, qui pour l'évangile souffre de la persécution (Luc 6:22), de même St. Paul écrit, "Maintenant, est-ce par des hommes ou par Dieu que je veux me faire approuver ? Est-ce donc à des hommes que je cherche à plaire ? Si j’en étais encore à plaire à des hommes, je ne serais pas serviteur du Christ." (Galates 1:10) Cornélius a Lapide note, "celui qui prêche une fausse doctrine et des choses plaisant à l'esprit charnel, provoque ses auditeurs à persévérer dans la cruauté et à commettre de nombreux péchés, et par conséquent recevra une plus grande condamnation."

## Voir également
- La Loi du Christ
- Malheurs des Pharisiens
- Sermon sur la montagne
- Malheur aux villes impénitentes